# Old Order Mennonites

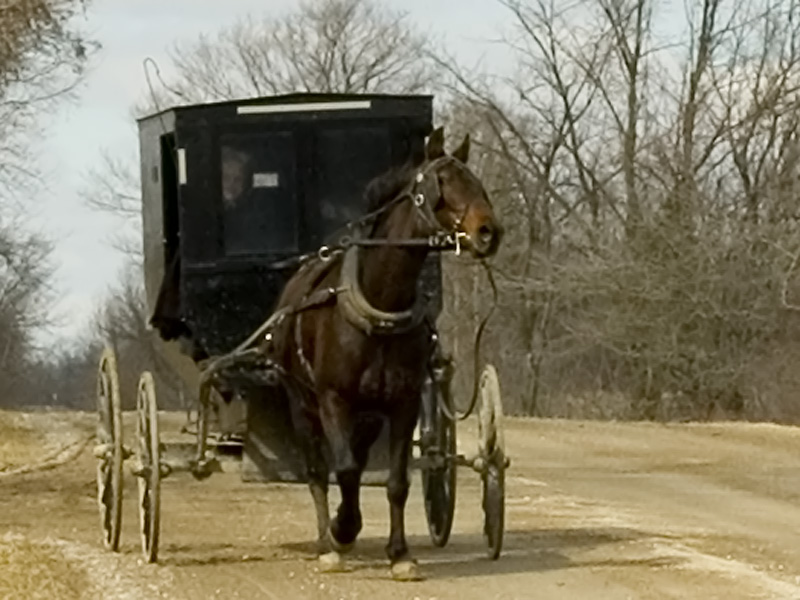
Vervoer bij de Old Order Mennonites

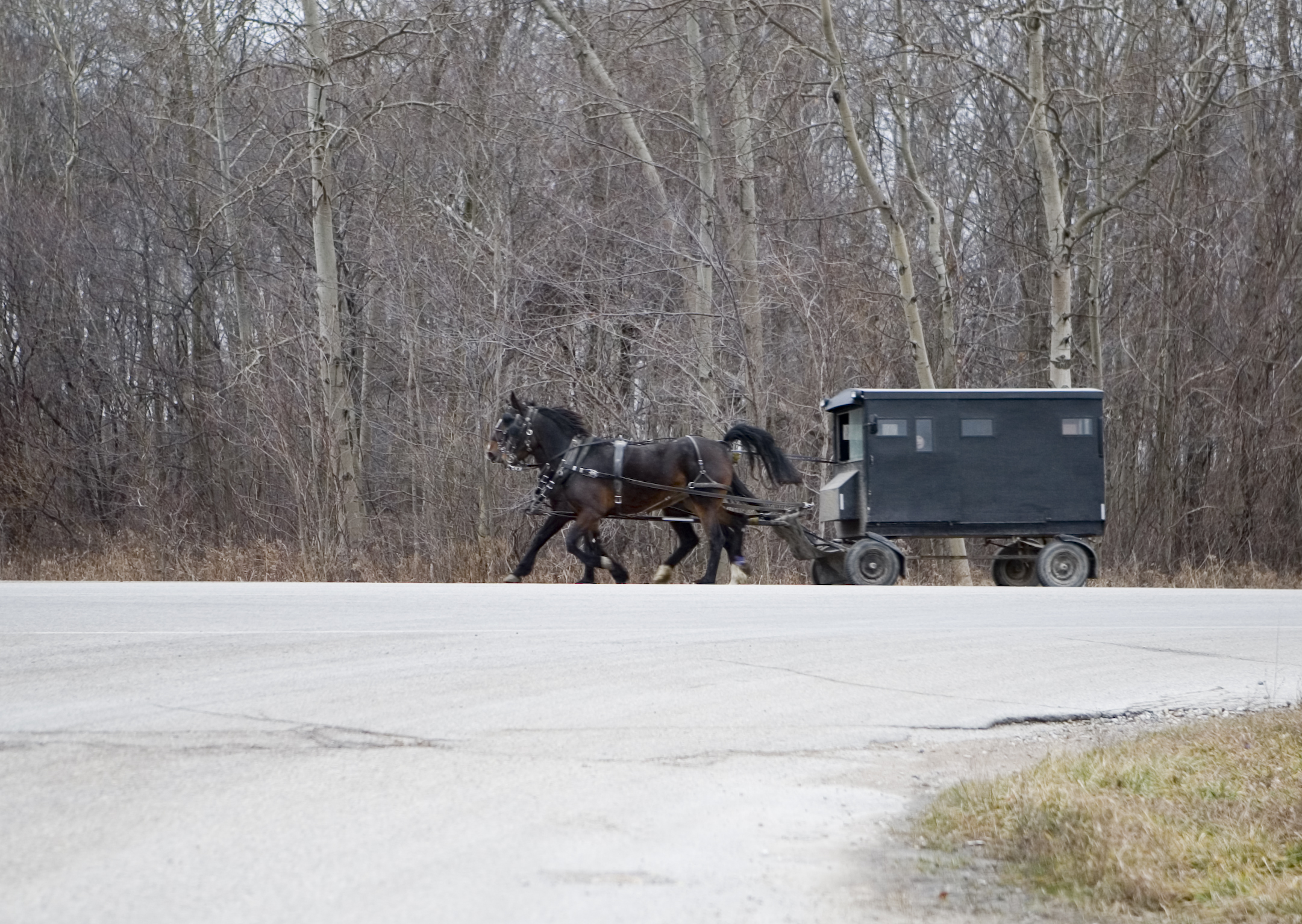
Nogmaals vervoer bij de Old Order Mennonites

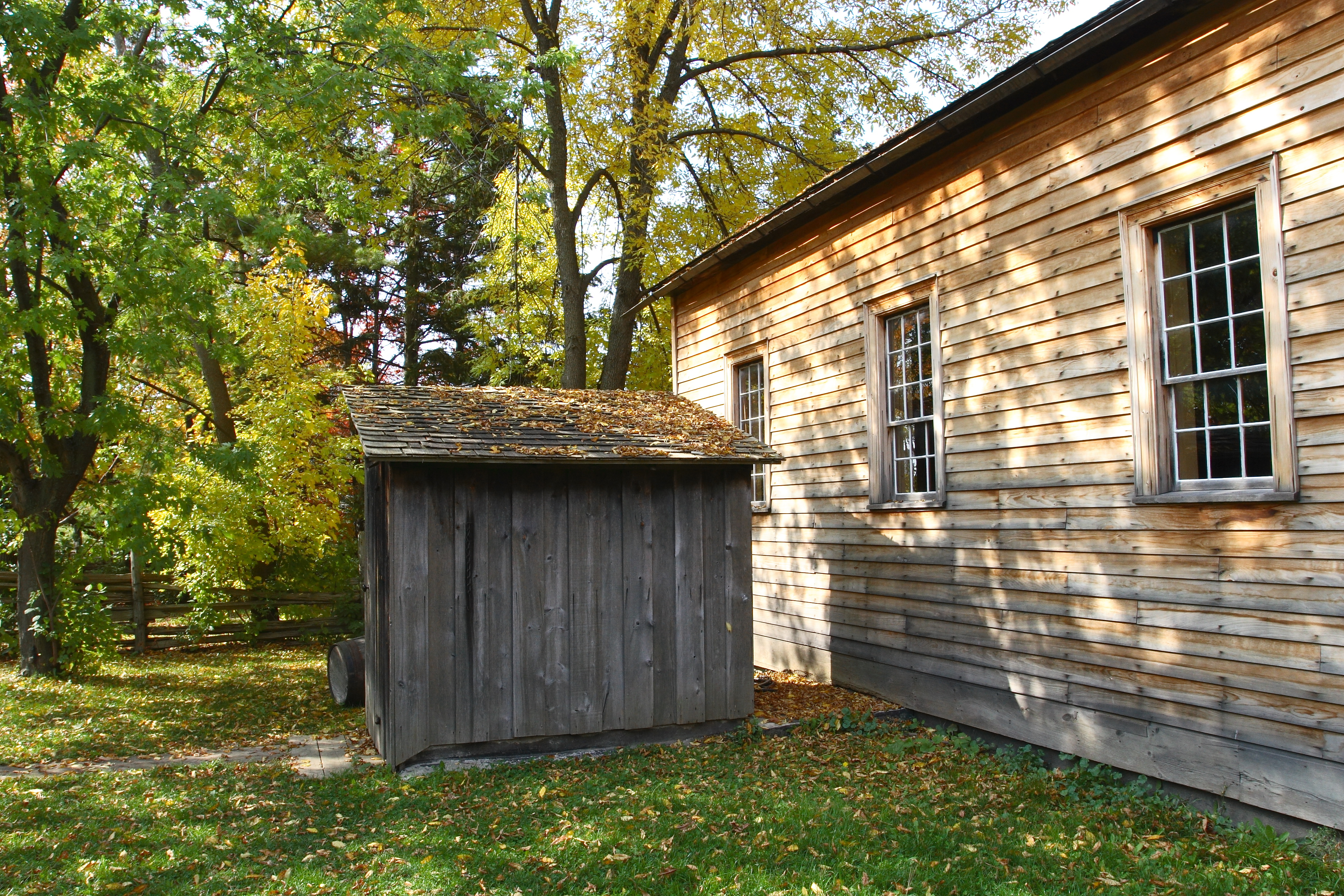
Edgeley Mennonite Meeting House in Black Creek Pioneer Village

De Old Order Mennonites zijn een kleine groep traditionele mennonieten in de Verenigde Staten, Canada en Belize. In totaal zijn er ongeveer twaalf groepen van meer dan 250 leden en verschillende kleinere groepen, allemaal samen met een totale bevolking van ongeveer 60.000. 

## Geschiedenis
- Indiana and Ohio, opgericht door Jacob Wisler in 1872;
- Ontario, opgericht door Abraham Martin in 1889;
- Lancaster County, Pennsylvania, opgericht door Jonas H. Martin in 1893;
- Rockingham County, Virginia, opgericht door Gabriel D. Heatwole in 1900.

De Canadese groep bestond in 1982 uit 1.387 personen in 10 gemeenten. De grootste concentraties bevonden zich in Wellington County en de regio Waterloo (Ontario).

## Geloof en oefenen
De mennonitische gemeenschap staat bekend om haar strenge geloofs- en kledingregels. Vervoer door de meerderheid gaat per paard en wagen, maar sommige groepen laten privébezit van auto's toe, bijvoorbeeld de Horning Old Order Mennonites (officieel: Weaverland Mennonite Conference) en de Markham-Waterloo Mennonite Conference. Een zeer conservatieve groep van de Old Order Mennonites zijn de Stauffer Mennonieten in Pennsylvania. Deze groep bestaat uit circa 2000 personen. 

## Taal
De taal van de paard-en-wagenmennonieten is het Pennsylvania-Duits maar onder de autorijdende groepen wordt dit onder de jongeren verdrongen door het Engels.

## Bevolking
In 1957 was de totale omvang slechts 5.800 gedoopte personen. De totale omvang bedroeg circa 20.000 leden in 2002. In 2008 waren er ongeveer 27.000 leden in een totale bevolking van ongeveer 60.000, waaronder kinderen en niet-gedoopte adolescenten.

## Vergelijkbare groeperingen
Naast de Old Order Mennonites worden ook de Conservatieve Mennonieten onderscheiden. Het belangrijkste verschil tussen de autorijdende Old Order Mennonites en conservatieve mennonieten is dat de Old Orders de oude vormen van aanbidding, doop en communie heeft behouden. Televisie, radio, muziek en dans worden in beide groepen wel afgewezen.
Sommige van de meer conservatieve groepen zoals de Stauffer-mennonieten, de orthodoxe mennonieten en de Noah-Hoover-mennonieten zijn vrijwel identiek in uiterlijke verschijning aan de Old Order Amish.